# Physica Scripta
Physica Scripta (ISSN 1402-4896) ist eine 1970 gegründete Physik-Zeitschrift (mit Peer-Review), die vom Institute of Physics mit der Königlich Schwedischen Akademie der Wissenschaften herausgegeben wird im Auftrag der Wissenschaftsakademien und Physik-Gesellschaften der skandinavischen Länder. Sie erscheint monatlich in zwei Bänden pro Jahr mit jeweils sechs Heften. Es werden sowohl Artikel in Experimentalphysik als in Theoretischer Physik veröffentlicht. Zusätzlich gibt es die Reihe Physica Scripta T, in der die einzelnen Hefte bestimmten Themen gewidmet sind, die zum Beispiel Gegenstand von Vorträgen von Konferenzen waren.

## Archiv
Das Physica Scripta übernahm bzw. integrierte die folgenden Zeitschriften. Die folgenden Journale bzw. Inhaltsverzeichnisse werden vom Internet Archive bereitgestellt:
- Arkiv foer Matematik, Astronomi och Fysik ISSN 0365-4133 ersetzte teilweise (1949) SWE Sweden
- Arkiv for Fysik (Arkiv för fysik) ISSN 0365-2440 früher (bis 1974) SWE Sweden
- Kongliga Svenska Vetenskaps-Akademiens Handlingar. Bihang ISSN 0284-7280 löste teilweise (1886) SWE Sweden
- Physica Fennica ISSN 0031-8922 (1965–1975) FIN Finland
- Physica Norvegica ISSN 0031-8930: Enthält (1961–1977) NOR Norway
- Svenska Vetenskaps-Akademiens Handlingar. Afdelning I, Mathematik, Astronomi, Mekanik, Fysik, Meteorologi och Beslagtade Amnen. Bihang ISSN 0284-7949, früher (bis 1903) SWE Schweden